# اعتراضات ۲۰۱۱–۲۰۱۲ اردن
اعتراضات ۲۰۱۱–۲۰۱۲ اردن، مجموعه‌ای از راهپیمایی‌ها، اعتراضات و نافرمانی‌های مدنی در کشور اردن است که از ۱۴ ژانویه ۲۰۱۱ به عنوان بخشی از اعتراضات بهار عربی آغاز شد.

## انتقاد شدید قبایل اردن از ملکه این کشور
رهبران ۳۶ قبیله اردن، رانیا عبدالله، ملکه این کشور را به شدت مورد انتقاد قرارداده‌اند و او را متهم کرده‌اند که مراکز قدرت خاص خود را ایجاد کرده است. رانیا عبدالله، فلسطینی‌تبار و اهل کرانه باختری است. او در زمینه حقوق زنان فعالیت زیادی دارد.